# スティーヴ・コッペル
スティーヴン・ジェイムズ・"スティーヴ"・コッペル（Stephen James "Steve" Coppell, 1955年7月9日 - ）は、イングランド・マージーサイド州リヴァプール出身の元同国代表サッカー選手、現サッカー指導者。現役時代のポジションはミッドフィールダー。

## 経歴
2016年6月21日、インド・スーパーリーグの監督に就任することが発表された。

## タイトル

### クラブ
マンチェスター・U
- FAカップ : 1977
- FAチャリティ・シールド : 1977

### 個人
- プレミアリーグ月間最優秀監督: 2006.9, 2006.11